# Escut de Castell de Cabres
L'escut de Castell de Cabres és el símbol representatiu oficial de Castell de Cabres, municipi del País Valencià, a la comarca del Baix Maestrat. Té el següent blasonament:
| « | Escut quadrilong de punta redona. En camp d'atzur, una cabra d'argent passant a sinistra, terrassada del seu color. Al timbre, corona reial oberta. | » |

## Història
L'escut fou rehabilitat per Resolució de 13 de novembre de 2002, del conseller de Justícia i Administracions Públiques, publicada en el DOGV núm. 4.398, de 13 de desembre de 2002.
La cabra és un senyal parlant al·lusiu al nom de la localitat.

Un dels segells de 1876 que es conserven a l'AHN.

Es tracta d'un escut d'ús immemorial. En l'Arxiu Històric Nacional es conserven dos segells en tinta de Castell de Cabres de 1876, un de l'Ajuntament i l'altre de l'Alcaldia. Hi apareix un escut coronat amb una cabra terrassada que mira cap l'esquerra (destra heràldica) i ornamentat amb dues branques. Els segells van acompanyats de la següent nota:
| « | (castellà) Nota. La unica reseña historica que se conoce en este pueblo es el castillo con una cabra segun va estampado en el sello que se contiene. | (català) Nota. L'única ressenya històrica que es coneix en aquest poble és el castell amb una cabra segons va estampat en el segell que es conté. | » |

En «Historia, Geografía y Estadística de la Provincia de Castellón» de Bernardo Mundina, 1873, quan parla de l'escut de Castell de Cabres, hi apareix la següent descripció:
| « | (castellà) Sus armas consisten en una cabra puesta en el centro de un escudo. | (català) Les seves armes consisteixen en una cabra posada al centre d'un escut. | » |